# Битка при Занзибар
Битката при Занзибар се състои по време на Първата световна война на 20 септември 1914 г. между германския крайцер „Кьонигсберг“ и британския крайцер „Пегасус“.

## Предистория
След началото на войната германският крайцер „Кьонигсберг“, който тогава се намира в западната част на Индийския океан, започва бойни действия против британски и френски търговски кораби. През септември пуска котва в делтата на река Руфиджи (в днешна Танзания).
Британско съединение от 3 крайцера – „Хиацинт“, „Астрея“ и „Пегасус“, под командата на контраадмирал Херберт Кинг-Хол, от началото на войната обстрелва Дар ес-Салаам, а след това започва да прехваща германските съдове до бреговете на Танганика. На „Пегасус“ обаче се поврежда двигателят и той се насочва за ремонт в Занзибар, отделяйки се от ескадрата.
След като получава информация за това, че британски крайцер се намира в пристанището на Занзибар, командирът на „Кьонигсберг“ преценява, че това е или „Астрея“, или „Пегасус“, които отстъпват на „Кьонигсберг“ по въоръжение, и решава незабавно да атакува. На 19 септември 1914 г. германският крайцер напуска делтата на Руфиджи и се насочва към Занзибар.

## Сражение
На 20 септември в 6 часа сутринта от британския въоръжен буксир „Хелмут“, стоящ на дозор на подхода към Занзибар, виждат голям съд, който влиза на рейда през южния проход. Капитанът на „Хелмут“ го насочва към него, за да съобщи, че този фарватер е забранен за ползване от търговски кораби, но от кораба прозвучава изстрел и е издигнат германският военноморски флаг. Това е „Кьонигсберг“.
Увеличавайки скоростта, „Кьонигсберг“ приближава пристанището и открива огън по крайцера „Пегасус“. Тъй като ефективната стрелба на британските оръдия е само на 38,5 кабелта, а германците стрелят от 45 кабелта, то само след 8 минути всички обърнати към морето оръдия на „Пегасус“ са извън строя. „Кьонигсберг“ приближава и открива стрелба практически от упор. След 20 минути, оставяйки зад себе си потъващия „Пегасус“, „Кьонигсберг“ се насочва към изхода към открито море и пренася огъня към бреговата радиостанция. По пътя от кораба демонстративно хвърлят празни цинкови контейнери за кордит, имитирайки поставянето на минно заграждение. Един от тях сега се намира в историческия музей на Занзибар, заедно със спасителен пояс на крайцера „Пегасус“ (на снимките).

## Резултат
Британците губят крайцера „Пегасус“, на който от 234 души екипаж загиват 2 офицери и 32 матроси, ранени са 59 души. На брега е разрушена радиостанцията и загиват 45 войници от британските колониални войски.